# Guerra Híbrida
Guerra Híbrida é uma estratégia militar que mescla táticas de guerra política, guerra convencional, guerra irregular, e ciberguerra com outros métodos de influência, tais como desinformação, diplomacia, lawfare e intervenção eleitoral externa. Ao combinar operações de campo com esforços subversivos, o agressor pretende evitar responsabilização ou retaliação.
O termo guerra híbrida pode ser utilizado pra descrever a dinâmica complexa e flexível do espaço de batalha, demandando uma resposta altamente adaptável e resiliente.
Existe uma variedade de outros termos empregados pra se denominar o conceito de guerra híbrida: ameaças híbridas, influência híbrida, adversário híbrido, guerra não linear, guerra não tradicional, ou guerra especial. As organizações das Forças Armadas dos Estados Unidos tendem a utilizar o termo ameaça híbrida, enquanto a literatura acadêmica utiliza guerra híbrida.[carece de fontes?]